# 奧瓦列

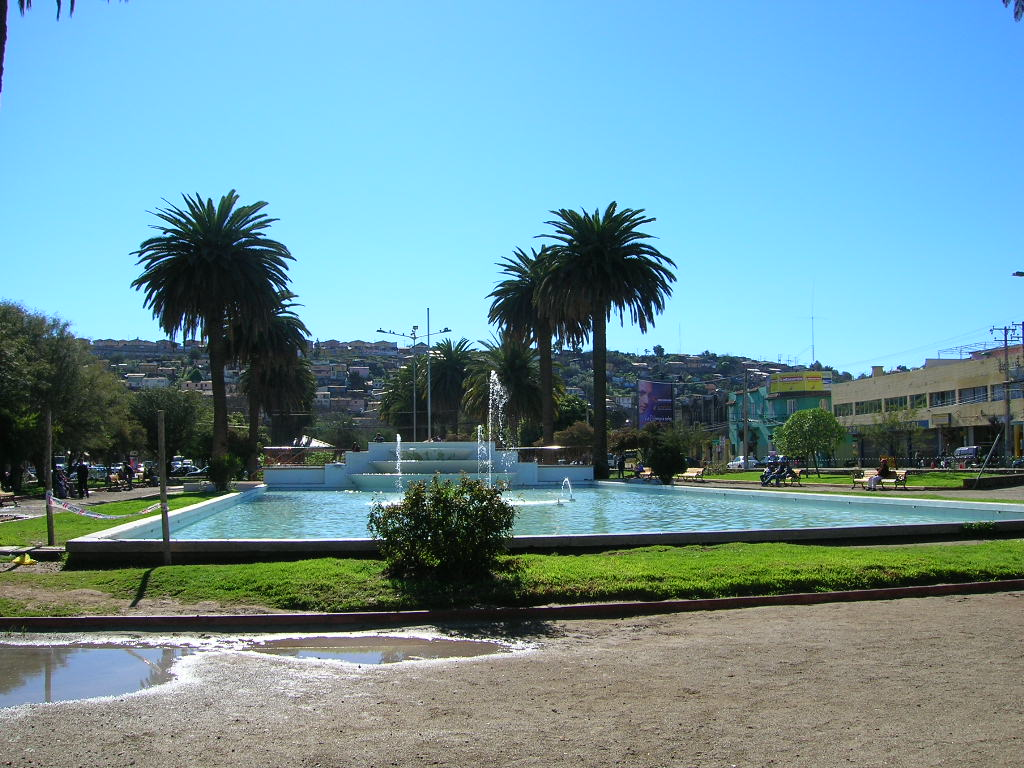

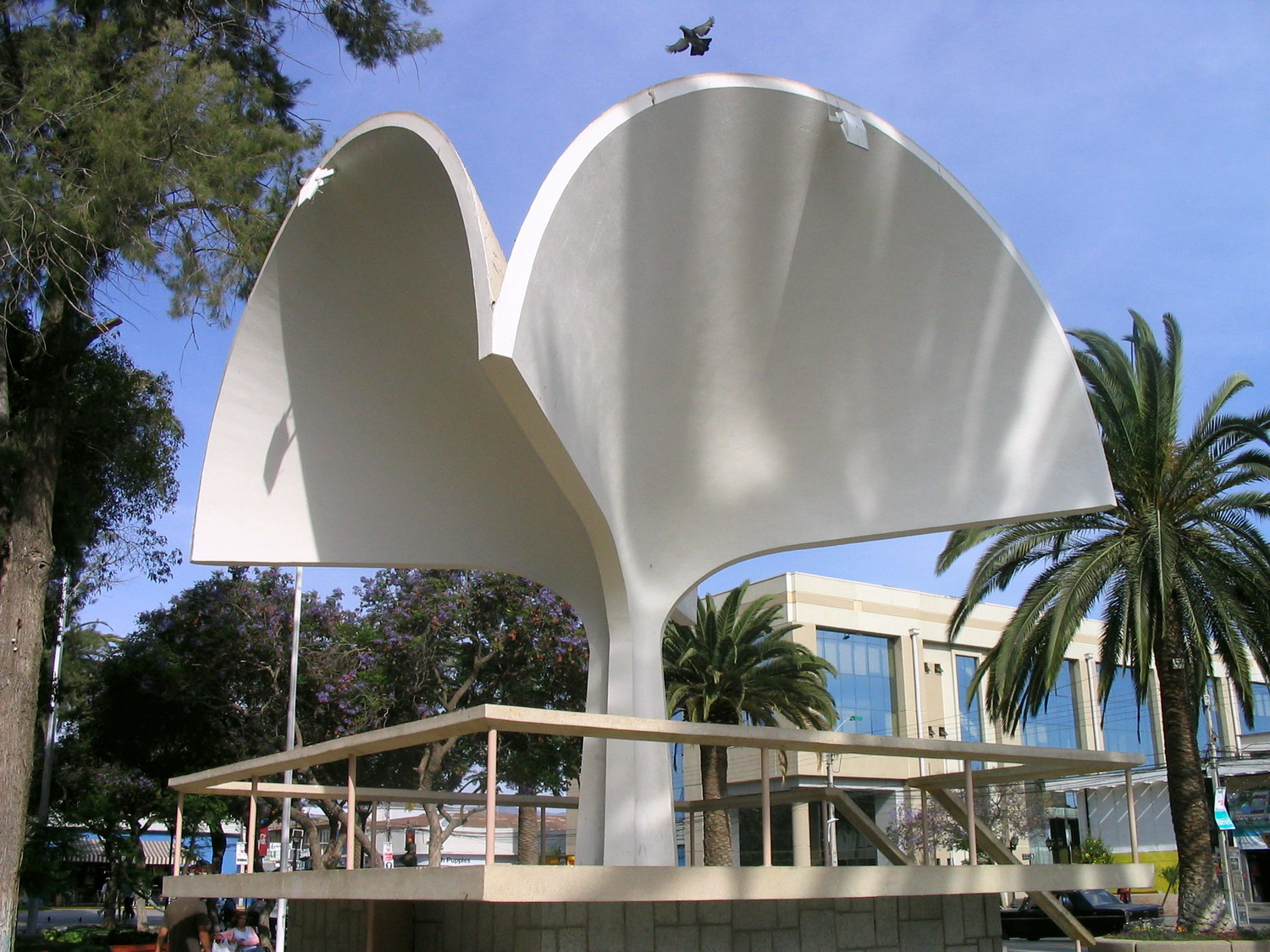

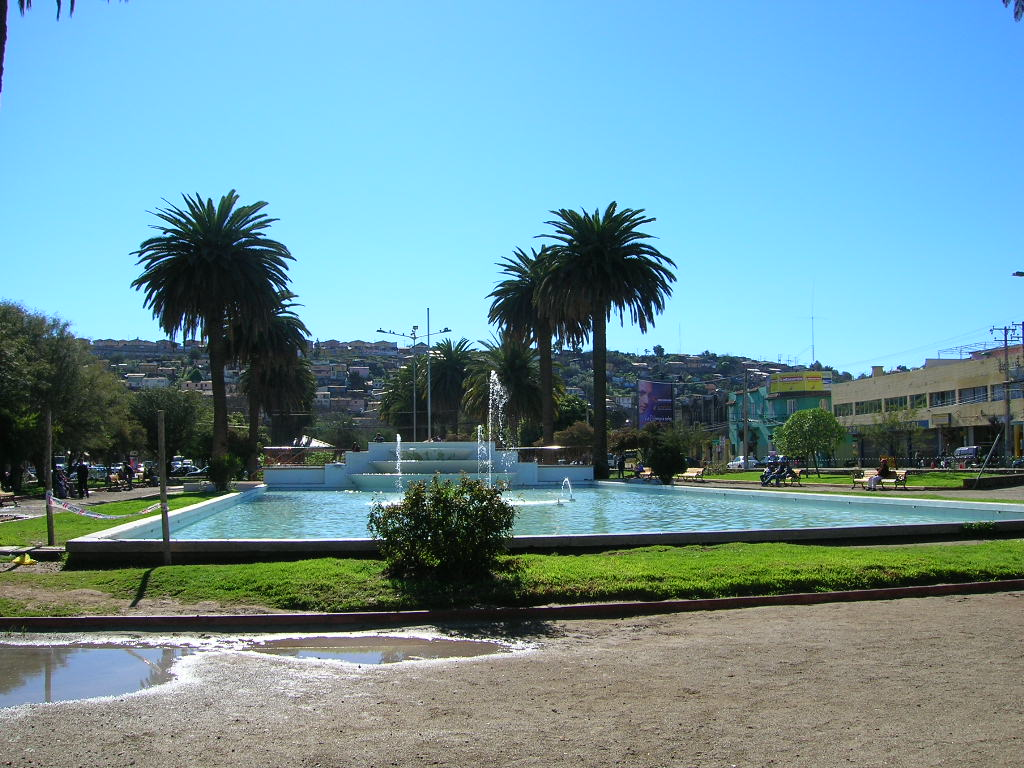

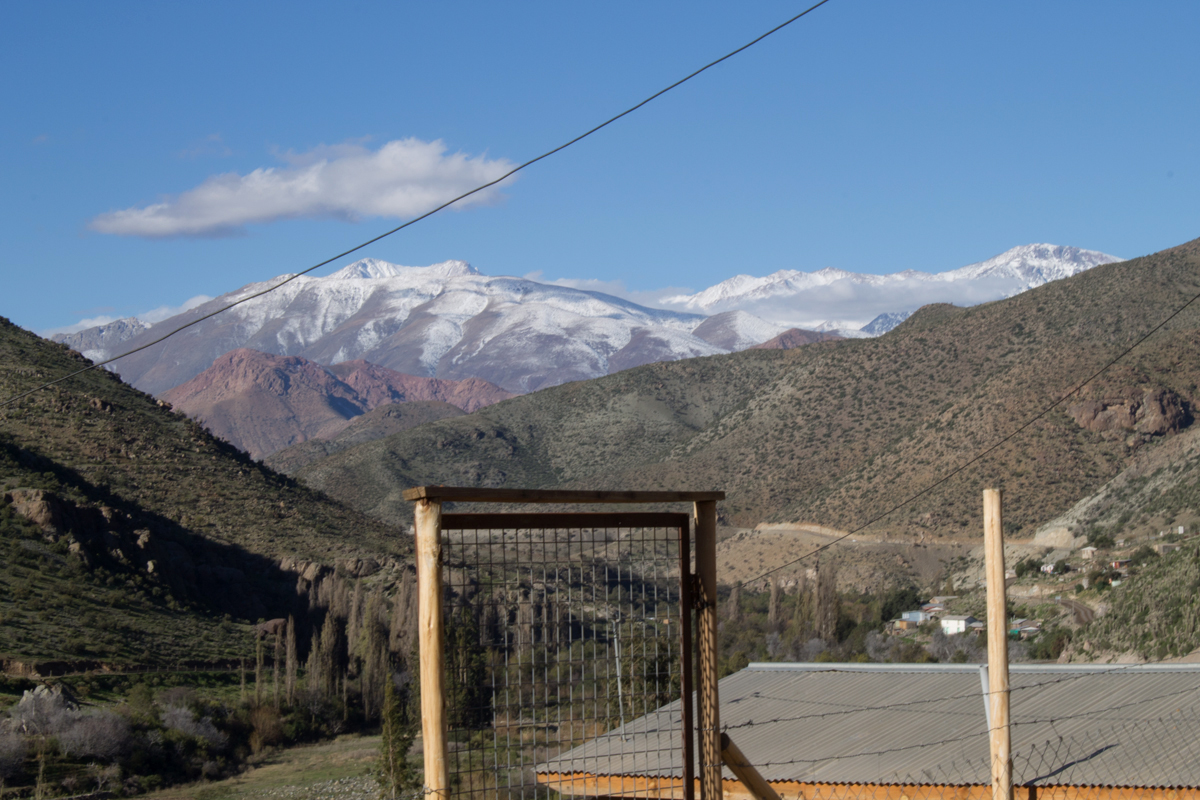

奧瓦列是智利的城鎮，位於該國中北部，由科金博大區負責管轄，也是利馬里省的首府，始建於1831年，面積3,834平方公里，海拔高度215米，2002年人口98,089，人口密度每平方公里25.6人。

## 外部連結
- （西班牙文） Municipality of Ovalle （页面存档备份，存于）
- （西班牙文） Ovallito.cl （页面存档备份，存于）